# Список переименованных и исчезнувших улиц Брянска

## Советский район
- 2-й Авиационный переулок
- Авиловская гора (улица)
- Адлера улица
- Бежицкая улица
- Безымянная улица
- Большая Московская улица
- Васильевская улица
- Воскресенская улица
- площадь Глинки
- Горячковская улица
- Гробовская улица
- Завальская улица
- улица Иванова
- улица III Интернационала
- Комарёвская гора (улица)
- Кооперативная улица
- Красная площадь
- Красная улица
- Красноармейский большак
- Красный переулок
- Куриловская улица
- 4-я линия Лесных Сараев
- 5-я линия Лесных Сараев
- 8-я линия Лесных Сараев
- Лысницкий переулок
- Магистральная улица
- Московская улица
- Никольская улица
- Ново-Завальская улица
- Овражная улица
- Петропавловская улица
- Полевая улица
- Полевой переулок
- улица Пушкина
- улица Рабочая Слобода
- Рождественская гора (улица)
- Сельская улица
- Смоленская улица
- Соборная площадь
- Советский переулок
- Старо-Соборная улица
- Сухановская улица
- Троицкая улица
- Трубчевская улица
- Трубчевский большак
- улица Тургенева
- Успенская улица
- Успенский переулок
- Февральская улица
- Хлебная площадь
- Чузовская улица

## Володарский район
- 1-я линия Привокзальной Слободы
- 2-я линия Привокзальной Слободы
- 3-я линия Привокзальной Слободы
- 4-я линия Привокзальной Слободы
- 5-я линия Привокзальной Слободы
- 6-я линия Привокзальной Слободы
- 7-я линия Привокзальной Слободы
- Витебская улица
- Волгоградская улица
- Жиздринская улица
- Карачевская улица
- улица Коминтерна
- Новая улица
- Орловская улица
- Офицерская улица
- Спортивная улица
- Сталинградская улица

## Фокинский район
- улица 8 Марта
- Железнодорожная улица
- улица Ильича
- Карачевская улица (шоссе)
- Карьерная улица
- Красная площадь
- Кромской переулок
- Ливенская улица
- переулок Луначарского
- Ново-Фокинская улица
- Ново-Советская улица
- Новофокинский переулок
- Орловская улица
- Полевая улица
- Радицкая улица
- улица Репина
- улица Слепнева
- улица Толстого
- Церковная площадь
- Ялтинская улица

## Бежица
- Базарная улица
- Банная улица
- Бежицкая улица
- Бежицкий переулок
- Болвинская улица
- Болотная улица
- Больничная улица
- Брянская улица
- Вокзальная улица
- Восточная улица
- Высокая улица
- Городищенская улица
- Дмитровская улица
- Дмитровский переулок
- улица Горького
- улица Добролюбова
- улица Никольская
- Елецкая улица
- Забытая улица
- Задворный переулок
- Казачья улица
- Калужская улица
- Карачевская улица
- Красная Дорожка
- Крахтовская улица
- Ливенская улица
- Ливенский переулок
- Луговая улица
- Малоархангельская улица
- Малоархангельский переулок
- Мало-Мининская улица
- Мальцовская улица
- Московская улица
- Мценская улица
- Мценский переулок
- Некрасовская улица
- Никольская улица
- Парковая улица
- Полевая улица
- Рабочая улица
- Свенская улица
- Севская улица
- Советская улица
- Советский переулок
- улица Сталина
- Тверская улица
- Трубчевская улица
- Трубчевский переулок
- Хуторская улица
- Хуторской переулок
- Церковная улица
- Октябрьская улица